# Облога Риму (509 до н. е.)
Облога Риму (509 до н. е.) — гіпотетична облога Риму етрусками. Незважаючи на розбіжності джерел, вважається, що Рим був захоплений етрусською  армією приблизно в 509 до н. е. під час спроби повалення царя Тарквінія Гордого.